# Peter Östman
Peter Johan Östman (ur. 16 grudnia 1961 w Luoto) – fiński polityk i menedżer, poseł do Eduskunty, były przewodniczący Europejskiego Chrześcijańskiego Ruchu Politycznego.

## Życiorys
W latach 80. pracował jako specjalista ds. sprzedaży, następnie do 2009 był dyrektorem zarządzającym różnych przedsiębiorstw. Zaangażował się w działalność Chrześcijańskich Demokratów. W 2004 ubiegał się przywództwo w tej partii, przegrywając z Päivi Räsänen. Pełnił funkcję wiceprzewodniczącego chadeków (do 2009) i następnie sekretarza generalnego. W wyborach w 2011 został wybrany na posła do fińskiego parlamentu. W 2013 powierzono mu funkcję przewodniczącego Europejskiego Chrześcijańskiego Ruchu Politycznego; pełnił ją do 2016. W 2015, 2019 i 2023 z powodzeniem ubiegał się o poselską reelekcję.